# Turist
Turist (estrenada como Force Majeure en francés, como Fuerza mayor en la mayoría de países hispanohablantes y como Force Majeure: La traición del instinto en Argentina) es una película de drama sueca de 2014 dirigida por Ruben Östlund. La película fue seleccionada para competir en la sección Un Certain Regard en el Festival de Cannes de 2014 donde ganó el Premio del Jurado. También se proyectó en la sección Presentaciones Especiales del Festival Internacional de Cine de Toronto 2014.
La película fue nominada para el premio del Consejo Nórdico 2014. También ha sido seleccionada como la entrada de Suecia a la Mejor Película Extranjera en los Premios de la Academia en su entrega 87, haciendo que la selección en enero.  Está nominado a la Mejor Película Extranjera en los Premios Globos de Oro en su entrega 72.

## Argumento
La trama presenta un modelo de familia - un empresario, Tomás, su esposa Ebba, y sus dos hijos - confrontados por una avalancha durante un viaje de esquí en los Alpes franceses. Una decisión cobarde por parte de Tomas establece un conflicto en su matrimonio, y él debe luchar para recuperar su papel como esposo y padre.

## Reparto
- Johannes Kuhnke como Tomas.
- Lisa Loven Kongsli como Ebba.
- Clara Wettergren como Vera.
- Vincent Wettergren como Harry.
- Kristofer Hivju como Mats.
- Fanni Metelius como Fanni.

## Localización
El rodaje tuvo lugar en Les Arcs, una estación de esquí en Saboya, Francia.

## Recepción
La película tiene una calificación de 93% en Rotten Tomatoes y una puntuación de 87 ("aclamación universal") sobre 100 en Metacritic.